# 502 Batalion Czołgów Ciężkich (III Rzesza)
502 Batalion Czołgów Ciężkich (niem. Schwere Panzer-Abteilung 502) – niemiecki samodzielny batalion pancerny z okresu II wojny światowej. Batalion był pierwszą jednostką wyposażoną w czołgi ciężkie Tiger I (PzKpfw VI Tiger I Ausf. E). Walczył na froncie wschodnim. Był uważany za jeden z najlepszych niemieckich batalionów czołgów ciężkich. W trakcie działań bojowych zniszczył 1400 czołgów i 2000 dział.

## Dowódcy
- major Märker (sierpień do listopada 1942)
- hauptmann Wollschläger (listopad 1942 do lutego 1943)
- major Richter (luty do lipca 1943)
- hauptmann Schmidt (lipiec do sierpnia 1943)
- hauptmann Lange (sierpień do października 1943)
- major Jähde (październik 1943 do marca 1944)
- major Schwaner (kwiecień do sierpnia 1944)
- hauptmann von Foerster (sierpień 1944 do kwietnia 1945)